# بخش جکسون (شهرستان کوشوکتون، اوهایو)
بخش جکسون (به انگلیسی: Jackson Township) یک منطقهٔ مسکونی در ایالات متحده آمریکا است که در شهرستان کوشاکتن، اوهایو واقع شده‌است.
 بخش جکسون ۸۲٫۲ کیلومتر مربع مساحت و ۱٬۹۴۷ نفر جمعیت دارد و ۲۸۶ متر بالاتر از سطح دریا واقع شده‌است.